# シティ・レコーズ
シティ・レコーズ（セルビア語:Сити рекордс / City Records、正式名称:Preduzeće za izdavačko-propagandno delatnost City Records d.o.o. Beograd）はセルビアのレコード会社。
1997年に設立され、バルカン半島で最も有力なレコード会社のひとつとなっている。シティ・レコーズはセルビアのテレビ局RTV Pinkなどと共にピンク・メディア・グループの一員である。バルカン半島一円で有名な多くの民俗音楽、ポップ・フォーク、ターボ・フォークなどのアーティストが所属している。
合同会社として設立され、14名の正社員を擁する。シティ・レコーズは多くのアーティストと契約し、その販促や流通を請け負っている。

## 主な契約アーティスト
- マルティン・ヴチッチ
- イェレナ・カルレウシャ
- カロリーナ・ゴチェヴァ
- マリヤ・シェリフォヴィッチ
- ジョガニ
- セヴェリナ
- ゴガ・セクリッチ
- ティヤナ・ダプチェヴィッチ
- ツインズ
- アナ・ニコリッチ
- セルマ・バイラミ
- ヴェスナ・ピサロヴィッチ
- フラミンゴシ
- トシェ・プロエスキ
- マガジン
- ジェリコ・ヨクシモヴィッチ
- イェレナ・ロズガ
- エミナ・ヤホヴィッチ
- スラジャナ・デリバシッチ
- ナターシャ・ベクヴァラツ
- ディノ・メルリン
- ダニイェラ・マルティノヴィッチ
- セルゲイ・チェトコヴィッチ
- Aleksandra Radović
- Alka Vuica
- Amadeus Band
- Boban Rajović
- Bojan Bjelić
- Boris Novković
- Ceca Slavkovic
- Danijel Djuric
- Danijel Djokic
- Ella B
- Funky G
- Ivana Brkić
- Jami
- Jellena
- Kemal Monteno
- Knez
- Lana
- Leo
- Vukomanovic
- OK Band
- Oliver Dragojević
- Mišo Kovač
- Magnifico
- Romana
- Saša Kovačević
- Sha-ila
- Tony Cetinski
- Valentino
- Željko Samardžić
- Željko Šašić